# Héctor Izquierdo
Héctor Fernando Izquierdo Triana (Los Llanos de Aridane, 1 de junio de 1974) es un directivo de empresa y profesor español. Desde junio de 2022  ejerce como Comisionado especial para la Reconstrucción de la isla de La Palma.
Previamente fue secretario de Estado de Hacienda. Asimismo, por razón de su cargo, presidió la Agencia Estatal de Administración Tributaria (AEAT) y fue miembro de la Comisión Delegada del Gobierno para Asuntos Económicos. Anteriormente fue el presidente ejecutivo de la Sociedad Mercantil Estatal de Gestión Inmobiliaria de Patrimonio.

## Biografía

### Formación
Héctor Fernando nació el 1 de junio de 1974, en Los Llanos de Aridane, de la isla de La Palma, España.
Tras cursar sus primos estudios en el «CEIP Mayantigo» de Los Llanos de Aridane y en el centro privado Luther King de La Laguna, se trasladó a Madrid en 1992. Estudió ICADE E-3 (derecho, económicas y empresariales) de la Universidad Pontificia de Comillas, se colegió como abogado y se doctoró en ciencias económicas y empresariales por la misma universidad. También cuenta con un máster (Executive MBA) por el IE University- IE Business School donde se graduó como primero de su promoción.Tiene un máster de Investigación en Economía por el ICADE y un Workshop in International Economics realizado en el Real Colegio Complutense en la Universidad de Harvard, Cambridge (Massachusetts).

### Profesor Universitario
Profesor en el IE University-IE Business School, ICADE y Deusto Business School. Ha impartido clase en Universidad de Notre Dame – Louaize (Líbano), KEDGE Business School y BEM (Francia). St. Xavier's College, Ahmedabad (India) y con programas compartidos del IE en Insper-ie (Brasil), Saudi Aramco (Arabia Saudí), Programas de grandes Empresas Familiares (México), Banco Islámico de Desarrollo (Arabia Saudí), etc. Fue en el Financial Times «Profesor de la Semana» a nivel mundial en 2013.

### Investigador en Inteligencia
Alférez SEFOCUMA instrucción: Academia de Infantería de Toledo prácticas como alférez en destino: RIL 49 Plana Mayor de Mando - S2 (Inteligencia militar). Ha sido subdirector de la Escuela de Inteligencia Económica de la Universidad Autónoma de Madrid y director del Observatorio de Inteligencia Económica y Competitiva de Mesías-Inteligencia Marca España. Es director del «Manual de Inteligencia Económica y Competitiva» con prólogo de Félix Sanz Roldán de Tirant lo Blanch (editorial). Su tesis doctoral se tituló “La Inteligencia Competitiva en las empresas españolas”. Es Diplomado en Altos Estudios de la Defensa Nacional por el CESEDEN (Curso de Defensa Nacional Promoción LII). Es editor asociado de la revista Journal of Economic & Business Intelligence y ha escrito para El País, El Economista, Forbes, The International Journal of Intelligence, Security, and Public Affairs, Grupo de Estudios en Seguridad Internacional (Gesi) Global Strategy, Army Magazine, Unidad de Investigación sobre Seguridad y Cooperación (Unisci), Instituto Español de Estudios Estratégicos, entre otros medios.

### Directivo de Empresa Privada
Ha sido el director de Auditoría Interna del Grupo Unión Fenosa Gas, el director de Auditoría Interna y Compliance del Grupo Renfe, el responsable de Control de Gestión del Grupo Hospitalario Hospitén,  el director de Auditoría Interna y Ombudsman del Grupo Votorantim Cimentos (EMEA), el presidente de la Agencia Estatal de Administración Tributaria, miembro de la comisión de auditoría del consejo de Qalhat LNG (Omán),  consejero de la Sociedad Estatal de Participaciones Industriales (SEPI) y consejero del FROB.

### Alto Cargo de la Administración General del Estado
En 2020 fue nombrado presidente ejecutivo de la Sociedad Mercantil Estatal de Gestión Inmobiliaria de Patrimonio (SEGIPSA) del Ministerio de Hacienda. Posteriormente es nombrado secretario de Estado de Hacienda en sustitución de Inés Bardón y miembro de la Comisión Delegada del Gobierno para Asuntos Económicos. Cesó en junio de 2022 tras ser nombrado Comisionado especial para la Reconstrucción de la isla de La Palma con rango de subsecretario.

### Publicaciones
Es coautor de varios libros:
- Manual de Inteligencia Económica y Competitiva (Edición ampliada) de Tirant lo Blanch (editorial), ISBN 978-8-4113-0135-0.
- Manual de Inteligencia Económica y Competitiva de Tirant lo Blanch (editorial), ISBN 978-8-4919-0618-6.
- Conceptos fundamentales de Inteligencia, Tirant lo Blanch (editorial) ISBN  978-8-4911-9314-2.
- Lecturas sobre internacionalización de la empresa. Inteligencia económica y competitiva en grandes empresas españolas. Club de Exportadores e Inversores de España. Sanz y Torres. ISBN 978-8-4193-8277-1.
- El Covid-19 Económico y Social, Escuela de Inteligencia Económica UAM. ISBN 979-8-3558-4518-6.
- Prólogo del Código Fiscal 2022 de Éditions Lefebvre Sarrut. ISBN 978-8-4188-9959-1.
- En Clave de Sol. Estudios sobre el 15-M y los movimientos ciudadanos. Lapsus Calami. ISBN 978-8-4157-8639-9.
- La Palma: una isla de oportunidades Fundación CajaCanarias. ISBN 978-8-4094-7553-7.
- Aplicación del Marco Integrado de Control Interno (COSO) en el Sector Público español. Instituto de Auditores Internos. ISBN 978-8-4945-5941-9.

### Condecoraciones y distinciones
- La  Gran Cruz de la Orden del Mérito Civil[36] concedida el 31 de julio de 2024.
- La Encomienda (Medalla de Honor del Ilustre Colegio del Notariado en su grado de Encomienda) concedida el 20 de septiembre de 2024.[37][38]
- Financial Times «Profesor de la Semana» mayo 2013.[12]
- Felicitación Militar por Escrito por el General Jefe de Tropas y Comandante Militar Mando de Canarias, Ministerio de Defensa (España) 28 de junio de 1999.
- Académico de Número de la Academia de Jurisprudencia y Legislación de Canarias.[39]